# Wesley Sneijder
Wesley Sneijder (Utrecht, 1984. június 9. –) holland profi labdarúgó, a holland válogatott, a 2010-es labdarúgó-világbajnokság ezüstlabdása és bronzcipőse.
2019. augusztus 13-án bejelentette, hogy végleg felhagy a profi labdarúgással.

## Klub pályafutása

### Ajax
Habár Sneijder az Ajax ifiakadémiáján kezdte pályáját, nem amszterdami születésű. Utrechtben született egy labdarúgó családban: édesapja tehetséges játékos volt és az idősebb bátyja Jeffrey a Stormvogels Telstar csapatában játszott. Sneijder másik testvére, Rodney Sneijder aki fiatalabb nála, szintén profi labdarúgóvá szeretne válni és jelenleg az Ajax-ban játszik. Újságírók a "beteg pitbull" gúnynevet adták neki.
Sneijder 2002. december 22-én mutatkozott be az Ajaxban az Excelsior elleni 2-0-s győzelem során, amikor Ronald Koeman vezetőedző aggódni kezdett a keretben lévő sérüléshullám miatt, ekkor hívta fel Sneijdert, Danny Blind, az akkori Ajax ifikeretének vezetőedzőjének javaslatára. Gyorsan megállapodott vele, a középpályán főszerepet kapott és alkalmanként balszélső volt. Karcsú termete ellenére, erőset rúg a labdába és mindkét lábával kitűnően passzol. Szabadrúgás specialista és a 2006/07-es Eredivisie szezont összesen 18 bajnoki góllal fejezte be.

### Real Madrid
2007. augusztus 12-én az Ajax megegyezett a Real Madriddal, hogy eladja Sneijdert 27 millió euróért, a klub weboldala szerint, ez a második legnagyobb átigazolási összeg, a holland átigazolási rekordok listája közül. Ő volt a második holland, aki a 2007-es szezonban aláírt a Real Madridhoz Royston Drenthe csatlakozása után. Az új csapatában pazarul kezdett az első mérkőzéseken gólokkal tudta igazolni képességeit, majd nyert bajnokságot is a blancokkal Bernd Schuster keze alatt. A németet követő új edzőnél Juande Ramosnál azonban nem nagyon tudott bizonyítani. A 2008/09-es szezon második felében a játékos igen nagy hullámvölgybe került. 2009 nyarán a Real Madrid soha nem látott vásárlásba kezdett, aminek folytán a csapatba nem kisebb nevek érkeztek mint Cristiano Ronaldo, Karim Benzema vagy Kaká, így az ott szereplő holland kontingens helyzete távol sem látszott biztosnak. Bár Sneijder maradni akart a klubnál, 2009. augusztus 26-án az olasz Internazionale csapatához igazolt.

### Inter
Sneijder  négyéves szerződést ír alá az Interrel, évi fizetése négymillió euró. Első szezonjában Diego Milito mellett a triplázó (Serie A, Olasz kupa, Bajnokok Ligája) Inter egyik legjobb játékosa.

### Galatasaray
2013. január 20-án Sneijder 4 éves szerződést írt alá a török csapattal. 7.5 millió euro ellenében hagyta el Milánót.

### Nice
2017. augusztus 7-én a francia Nice játékosa lett.

### al-Garafa
2018. január 6-án a katari al-Garafához írt alá.

### Klub statisztikái
| Klub           | Szezon        | Bajnokság | Bajnokság | Kupa     | Kupa | Nemzetközi kupa | Nemzetközi kupa | Egyéb1   | Egyéb1 | Összesen | Összesen |
| Klub           | Szezon        | Mérkőzés  | Gól       | Mérkőzés | Gól  | Mérkőzés        | Gól             | Mérkőzés | Gól    | Mérkőzés | Gól      |
| -------------- | ------------- | --------- | --------- | -------- | ---- | --------------- | --------------- | -------- | ------ | -------- | -------- |
| Ajax           | 2002–03       | 17        | 4         | 3        | 1    | 3               | 0               | 0        | 0      | 23       | 5        |
| Ajax           | 2003–04       | 30        | 9         | 1        | 0    | 7               | 1               | 0        | 0      | 38       | 10       |
| Ajax           | 2004–05       | 30        | 7         | 3        | 1    | 7               | 0               | 1        | 1      | 41       | 9        |
| Ajax           | 2005–06       | 19        | 5         | 3        | 2    | 7               | 4               | 2        | 1      | 31       | 12       |
| Ajax           | 2006–07       | 30        | 18        | 4        | 1    | 9               | 1               | 4        | 2      | 47       | 22       |
| Ajax           | Összesen      | 126       | 43        | 15       | 5    | 33              | 6               | 7        | 4      | 181      | 58       |
| Real Madrid    | 2007–08       | 30        | 9         | 3        | 0    | 5               | 0               | 0        | 0      | 38       | 9        |
| Real Madrid    | 2008–09       | 22        | 2         | 1        | 0    | 4               | 0               | 1        | 0      | 28       | 2        |
| Real Madrid    | Összesen      | 52        | 11        | 4        | 0    | 9               | 0               | 1        | 0      | 66       | 11       |
| Internazionale | 2009–10       | 26        | 4         | 4        | 1    | 11              | 3               | 0        | 0      | 41       | 8        |
| Internazionale | 2010–11       | 25        | 4         | 1        | 0    | 9               | 3               | 3        | 0      | 38       | 7        |
| Internazionale | 2011–12       | 6         | 1         | 0        | 0    | 2               | 0               | 1        | 1      | 9        | 2        |
| Internazionale | Összesen      | 57        | 9         | 5        | 1    | 22              | 6               | 4        | 1      | 88       | 17       |
| Karrier totál  | Karrier totál | 235       | 62        | 24       | 6    | 64              | 12              | 12       | 5      | 335      | 85       |

Utoljára frissítve: 2011. augusztus 13.

1 Tartalmazza a Johan Cruijff-kupát, Holland bajnoki rájátszást, Spanyol szuperkupát, Olasz Szuperkupát, Európai Szuperkupát és a FIFA Klubvilágbajnokságot

## A holland válogatottban
A holland nemzeti válogatottal 2003. április 30-án debütált Portugália ellen, ő volt az egyik legfiatalabb játékos, aki magára ölthette hazája mezét, és góljával rögtön hozzájárult Hollandia kijutásához a 2004-es Eb-re. 2010-ben olasz kupagyőzelmet és bajnoki címet is ünnepelhetett, majd a bajnokok ligája serlegét is elhódította az Internazionale csapatával. Ezt követően a holland válogatott tagjaként világbajnoki döntőt játszhatott, amit azonban a holland válogatott elvesztett Spanyolországgal szemben. A tornán 5 gólt szerzett, holtversenyben másik három játékossal, a kiírás szerint a kevesebb gólpassz és több játékideje miatt lett bronzcipős (harmadik helyezett). A világbajnokság második legjobb játékosává választották, ezzel a torna ezüstlabdása lett.

### Válogatott góljai
| #  | Dátum               | Helyszín                                                            | Ellenfél       | Gól  | Végeredmény | Torna                                             |
| -- | ------------------- | ------------------------------------------------------------------- | -------------- | ---- | ----------- | ------------------------------------------------- |
| 1  | 2003. október 11.   | Philips Stadion, Eindhoven, Hollandia                               | Moldova        | 2–0  | 5–0         | 2004-es labdarúgó-Európa-bajnokság (selejtező)    |
| 2  | 2003. november 19.  | Amsterdam ArenA, Amszterdam, Hollandia                              | Skócia         | 1–0  | 6–0         | 2004-es labdarúgó-Európa-bajnokság (selejtező)    |
| 3  | 2004. augusztus 18. | Råsunda Stadion, Stockholm, Svédország                              | Svédország     | 1–1  | 2–2         | Barátságos mérkőzés                               |
| 4  | 2005. június 8.     | Amsterdam ArenA, Amszterdam, Hollandia                              | Finnország     | 1–1  | 3–1         | 2006-os labdarúgó-világbajnokság-selejtező (UEFA) |
| 5  | 2005. augusztus 17. | Estadi Olímpic Lluís Companys, Barcelona, Spanyolország             | Andorra        | 0–3  | 0–3         | 2006-os labdarúgó-világbajnokság-selejtező (UEFA) |
| 6  | 2007. március 24.   | Amsterdam ArenA, Amszterdam, Hollandia                              | Oroszország    | 2–0  | 4–1         | Barátságos mérkőzés                               |
| 7  | 2007. szeptember 8. | Amsterdam ArenA, Amszterdam, Hollandia                              | Bulgária       | 1–0  | 2–0         | 2008-as labdarúgó-Európa-bajnokság (selejtező)    |
| 8  | 2007. október 17.   | Philips Stadion, Eindhoven, Hollandia                               | Szlovénia      | 1–0  | 2–0         | 2008-as labdarúgó-Európa-bajnokság (selejtező)    |
| 9  | 2008. május 1.      | De Kuip, Rotterdam, Hollandia                                       | Wales          | 2–0  | 2–0         | Barátságos mérkőzés                               |
| 10 | 2008. június 9.     | Stade de Suisse, Bern, Svájc                                        | Olaszország    | 2–0  | 3–0         | 2008-as labdarúgó-Európa-bajnokság                |
| 11 | 2008. június 13.    | Stade de Suisse, Bern, Svájc                                        | Franciaország  | 4–1  | 4–1         | 2008-as labdarúgó-Európa-bajnokság                |
| 12 | 2009. május 9.      | Grolsch Veste, Enschede, Hollandia                                  | Japán          | 2–0  | 3–0         | Barátságos mérkőzés                               |
| 13 | 2010. június 1.     | De Kuip, Rotterdam, Hollandia                                       | Ghána          | 3–1  | 4–1         | Barátságos mérkőzés                               |
| 14 | 2010. június 5.     | Amsterdam ArenA, Amszterdam, Hollandia                              | Magyarország   | 2–1  | 6–1         | Barátságos mérkőzés                               |
| 15 | 2010. június 19.    | Moses Mabhida Stadion, Durban, Dél-afrikai Köztársaság              | Japán          | 1–0  | 1–0         | 2010-es labdarúgó-világbajnokság                  |
| 16 | 2010. június 28.    | Moses Mabhida Stadion, Durban, Dél-afrikai Köztársaság              | Szlovákia      | 2–0  | 2–1         | 2010-es labdarúgó-világbajnokság                  |
| 17 | 2010. július 2.     | Nelson Mandela Bay Stadium, Port Elizabeth, Dél-afrikai Köztársaság | Brazília       | 1–1  | 2–1         | 2010-es labdarúgó-világbajnokság                  |
| 18 | 2010. július 2.     | Nelson Mandela Bay Stadium, Port Elizabeth, Dél-afrikai Köztársaság | Brazília       | 2–1  | 2–1         | 2010-es labdarúgó-világbajnokság                  |
| 19 | 2010. július 6.     | Cape Town Stadium, Fokváros, Dél-afrikai Köztársaság                | Uruguay        | 2–1  | 3–2         | 2010-es labdarúgó-világbajnokság                  |
| 20 | 2011. február 9.    | Philips Stadion, Eindhoven, Hollandia                               | Ausztria       | 1–0  | 3–1         | Barátságos mérkőzés                               |
| 21 | 2011. március 29.   | Amsterdam ArenA, Amszterdam, Hollandia                              | Magyarország   | 2–2  | 5–3         | 2012-es labdarúgó-Európa-bajnokság (selejtező)    |
| 22 | 2011. szeptember 3. | Philips Stadion, Eindhoven, Hollandia                               | San Marino     | 2–0  | 11–0        | 2012-es labdarúgó-Európa-bajnokság (selejtező)    |
| 23 | 2011. szeptember 3. | Philips Stadion, Eindhoven, Hollandia                               | San Marino     | 10–0 | 11–0        | 2012-es labdarúgó-Európa-bajnokság (selejtező)    |
| 24 | 2012. június 2.     | Amsterdam ArenA, Amszterdam, Hollandia                              | Észak-Írország | 2–0  | 6–0         | Barátságos mérkőzés                               |
| 25 | 2013. június 11.    | Munkás Stadion, Peking, Kína                                        | Kína           | 2–0  | 2–0         | Barátságos mérkőzés                               |
| 26 | 2013. október 15.   | Şükrü Saracoğlu Stadion, Isztambul, Törökország                     | Törökország    | 2–0  | 2–0         | 2014-es labdarúgó-világbajnokság-selejtező        |
| 27 | 2014. június 29.    | Estádio Castelão, Fortaleza, Brazília                               | Mexikó         | 1–1  | 2–1         | 2014-es labdarúgó-világbajnokság                  |
| 28 | 2014. november 12.  | Amsterdam ArenA, Amszterdam, Hollandia                              | Mexikó         | 1–1  | 2–3         | Barátságos mérkőzés                               |
| 29 | 2015. október 10.   | Astana Arena, Astana, Kazahsztán                                    | Kazahsztán     | 2–0  | 2–1         | 2016-os labdarúgó-Európa-bajnokság (selejtező)    |
| 30 | 2016. szeptember 6. | Friends Arena, Solna, Svédország                                    | Svédország     | 1–1  | 1–1         | 2018-as labdarúgó-világbajnokság-selejtező        |
| 31 | 2017. június 9.     | De Kuip, Rotterdam, Hollandia                                       | Luxemburg      | 2–0  | 5–0         | 2018-as labdarúgó-világbajnokság-selejtező        |

## Sikerei, díjai

### Klub
Ajax
- Holland bajnok (1): 2003–04
- Holland labdarúgókupa-győztes (2): 2005-06, 2006-07
- Johan Cruyff-kupa: (3): 2002, 2005, 2006

Real Madrid
- Spanyol bajnok (1): 2007–08
- Spanyol labdarúgó-szuperkupa-győztes (1): 2008

Internazionale
- Olasz bajnok (1): 2009–10
- Olasz kupa-győztes (1): 2009–10, 2010-11
- Olasz szuperkupa-győztes (1): 2010
- UEFA-bajnokok ligája-győztes (1): 2009–10

### Hollandia
- Labdarúgó-világbajnokság, ezüstérmes: 2010

### Egyéni
- Az év felfedezettje az Ajax Amsterdamban: 2004
- Az év játékosa az Ajax Amsterdamban: 2007
- Labdarúgó-világbajnokság, bronzcipő: 2010
- Labdarúgó-világbajnokság, ezüstlabda: 2010

## Fordítás
- Ez a szócikk részben vagy egészben  a   Wesley Sneijder című angol Wikipédia-szócikk fordításán alapul.  Az eredeti cikk szerkesztőit annak laptörténete sorolja fel. Ez a jelzés csupán a megfogalmazás eredetét és a szerzői jogokat jelzi, nem szolgál a cikkben szereplő információk forrásmegjelöléseként.

## Külső hivatkozások
- Realmadrid.com profil
- A FootballDatabase oldalán Wesley Sneijder profilja és statisztikái
- Wesley Sneijder hivatalos weboldala Archiválva 2013. január 21-i dátummal a Wayback Machine-ben
- Goal.com profil Archiválva 2007. szeptember 30-i dátummal a Wayback Machine-ben